# Schalenkupplung

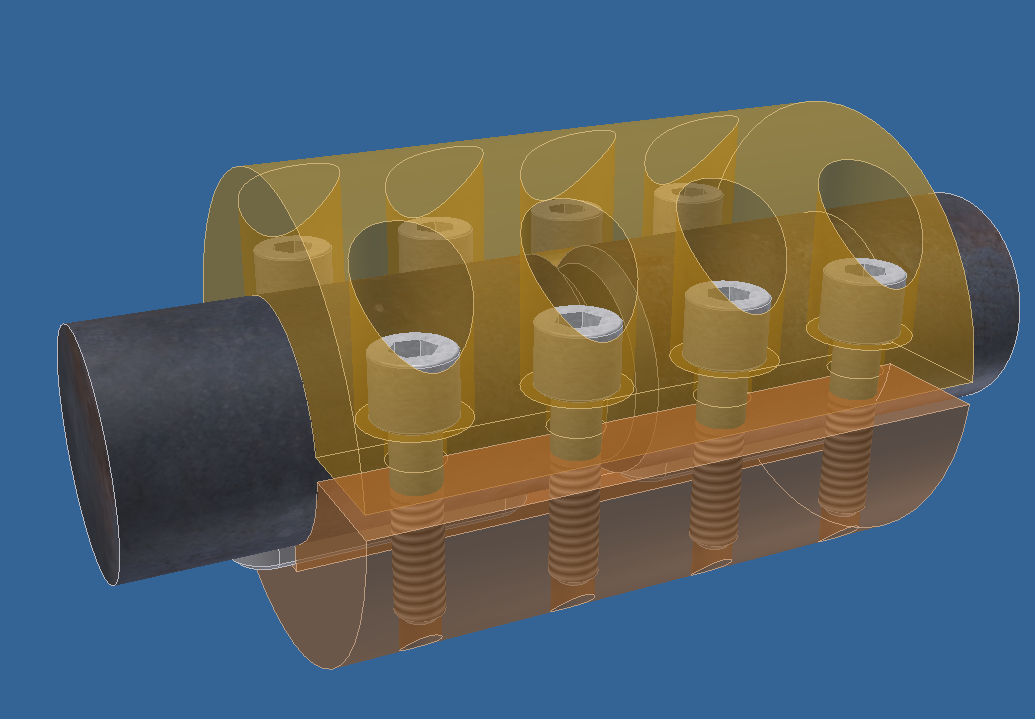
Visualisierung einer Schalenkupplung

Die Schalenkupplung ist eine spezielle Bauart einer Kupplung. Sie ist für mittlere und leichte Beanspruchung geeignet und besteht aus zwei gleichen Schalenhälften, die durch Verbindungsschrauben auf die beiden Wellenenden gepresst werden. Die Schalenkupplung gehört zur Gruppe der starren Kupplungen. Sie ist eine nicht schaltbare Kupplung. In Deutschland sind Schalenkupplungen in DIN 115 genormt.

## Aufbau
Die Schalenkupplung besteht aus zwei gleich großen Schalenhälften. Durch Schrauben werden die beiden Hälften aufeinander gespannt. Mit der Schalenkupplung können zwei Wellen kraftschlüssig verbunden werden. Die typische Schalenkupplung besitzt keine Passfedern oder Federkeile. Die Drehmomentübertragung erfolgt rein kraftschlüssig.
Neben der typischen Schalenkupplung gibt es verschiedene Modelle mit Passfedern, mit Federkeilen oder verstärkten Klemmflächen, typischerweise bei Wellendurchmessern größer als 55 mm. Allen ist jedoch gleich, dass sie aus zwei Hälften bestehen und dadurch eine einfache Montage ermöglichen.

## Technische Daten
- Für einen zuverlässigen Sitz ist eine genaue Übereinstimmung der Wellendurchmesser erforderlich.
- Die Wellensitze sollten eine Toleranz von h9 aufweisen.
- Schalenkupplungen werden üblicherweise bis zu einer Drehzahl von 4000 min−1 und einem Drehmoment bis 2500 Nm verwendet.

## Typische Eigenschaften
- Die Kupplung muss zur Montage nicht über die Welle aufgefädelt werden: Die Zwei-Schalenhälften-Konstruktion lässt sich ohne Verändern der Wellenpositionen montieren (keine Demontage der Welle)
- Kraftschlüssige Verbindung (zur Kraftübertragung wird keine Passfeder verwendet)
- Für mittlere und leichte Beanspruchung geeignet (ungeeignet für wechselnde oder stoßartige Belastungen)
- Verschleißfrei, wartungsfrei, für beide Drehrichtungen anwendbar
- Zur Verminderung der Unfallgefahr ist die Kupplung mit einem Blechmantel verkleidet
- Die Schraubenköpfe und Muttern liegen versenkt und werden zur Vermeidung von Unwucht wechselseitig angeordnet

## Anwendungsbeispiele
- Anwendung als Sollbruchstelle (Überlastschutzsicherung)
- Verbindung von zwei gleich großen Wellen (Montageerleichterung)
- Verbindung von Wellen zu Transmissionswellen
- Fahrwerkwellen von Kränen
- Verbindung von Turbinenwellen mit Dynamowellen in Stromkraftwerken
- Verbindung zwischen Motorenwelle und Getriebe
- Verbindung zwischen Eisenbahnfahrzeugen, wenn sie immer als Einheit zusammen verkehren.